# Shashou
Shashou (殺手S), noto anche con il titolo internazionale Death By Zero, è una serie televisiva del 2020.

## Trama
Il sicario Yim Mou si ritrova a dover fronteggiare il celebre "collega" Zero, mentre cerca di ricostruire il rapporto con la figlia, grazie anche all'aiuto dell'avvenente prostituta Yiu Siuk. Nella lotta tra Wayne e Zero si inserisce tuttavia anche Laai Laan, assassina a sua volta.